# Barkhausen-Bau

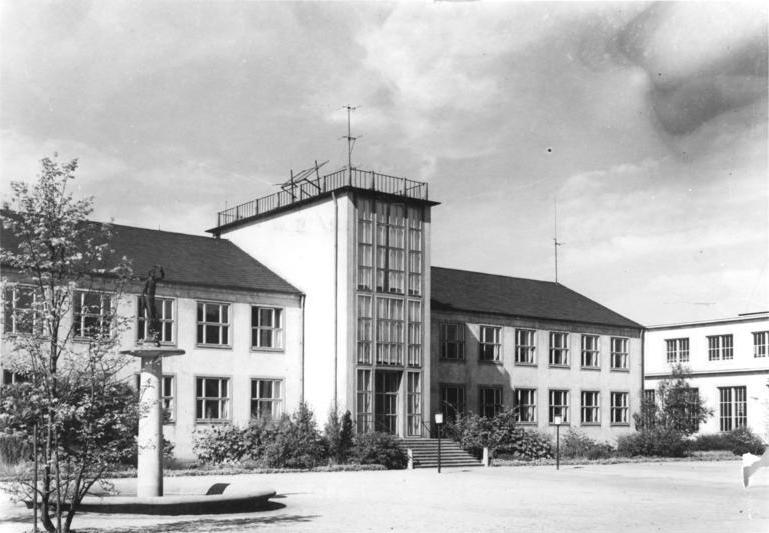
Barkhausen-Bau, Eingang an der Mommsenstraße, 1959

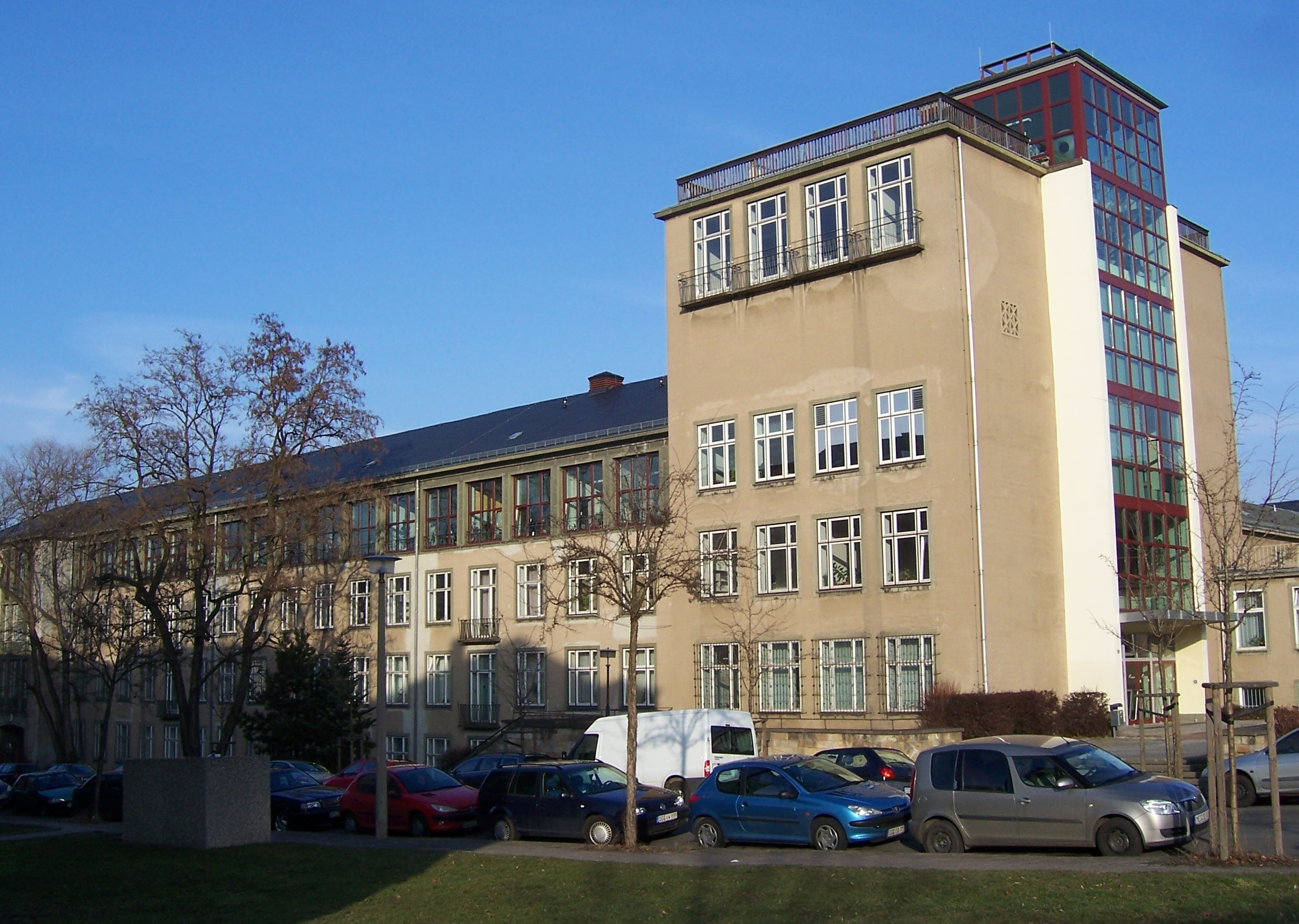
Barkhausen-Bau, Antennenturm an der Georg-Schumann-Straße, 2009

Der Barkhausen-Bau befindet sich an der Helmholtzstraße 18 in der Dresdner Südvorstadt und ist das Hauptgebäude der Fakultät Elektrotechnik und Informationstechnik der Technischen Universität Dresden. Das Bauwerk ist nach Heinrich Barkhausen benannt. 

## Beschreibung
Das erste Gebäudeteil an der Helmholtzstraße/Mommsenstraße wurde nach Plänen von Karl Wilhelm Ochs in der Architektur der „[neu]-sachliche[n] Formensprache“ von 1951 bis 1954 errichtet und ist mit einer „Kunststein-Putzfassade“ versehen. Der Eingang des Gebäudes wird durch einen „verglasten, überhöhten Meßturm mit Terrassendach“ betont. Im Innern des Turms befindet sich ein „elegantes Treppenhaus“. Die gläserne Eingangsachse wird links und rechts von Seitenbauten mit „langgestreckte[n] Lochfassaden“ flankiert. Die zweigeschossigen Seitenbauten haben ein flaches Satteldach mit knappem Gesims und Ortgang.
Bis 1958 wurde das Gebäude um ein vierflügeliges Karree bis zur Georg-Schumann-Straße erweitert. Dieses ist viergeschossig und teilunterkellert.
Als vorerst letzte Bauabschnitte folgten bis 1965 der große Antennenturm an der Georg-Schumann-Straße sowie das angeschlossene Hörsaalgebäude an der Nöthnitzer Straße. Der dortige große Hörsaal (I-90) trägt seit 1994 den Namen Heinz-Schönfeld-Hörsaal.
Der Gebäude verfügt über einen quadratischen Innenhof, welcher im Wesentlichen als Parkplatz und Lieferzufahrt dient, sowie eine kleine Parkanlage am südlichen Seitenhof. Das Areal dieses Senkgartens umfasst auch einen kleinen Teich, welcher „Barkhausenteich“ genannt wird.
Auf den Verbindungsbauwerken zwischen den Gebäudeflügeln befinden sich mehrere kleine Türme. Auf einem befindet sich die Amateurfunkstation der Universität, auf einem anderen das Turmlabor, eine Hochschulgruppe für Elektrotechnik.